# ميشيل لانغيراك
ميشيل لانغيراك (بالهولندية: Michel Langerak)‏ هو لاعب كرة قدم هولندي في مركز الوسط، ولد في 8 يوليو 1968 في دوردريخت في هولندا. لعب مع سبارتا روتردام.